# 寡妇宫

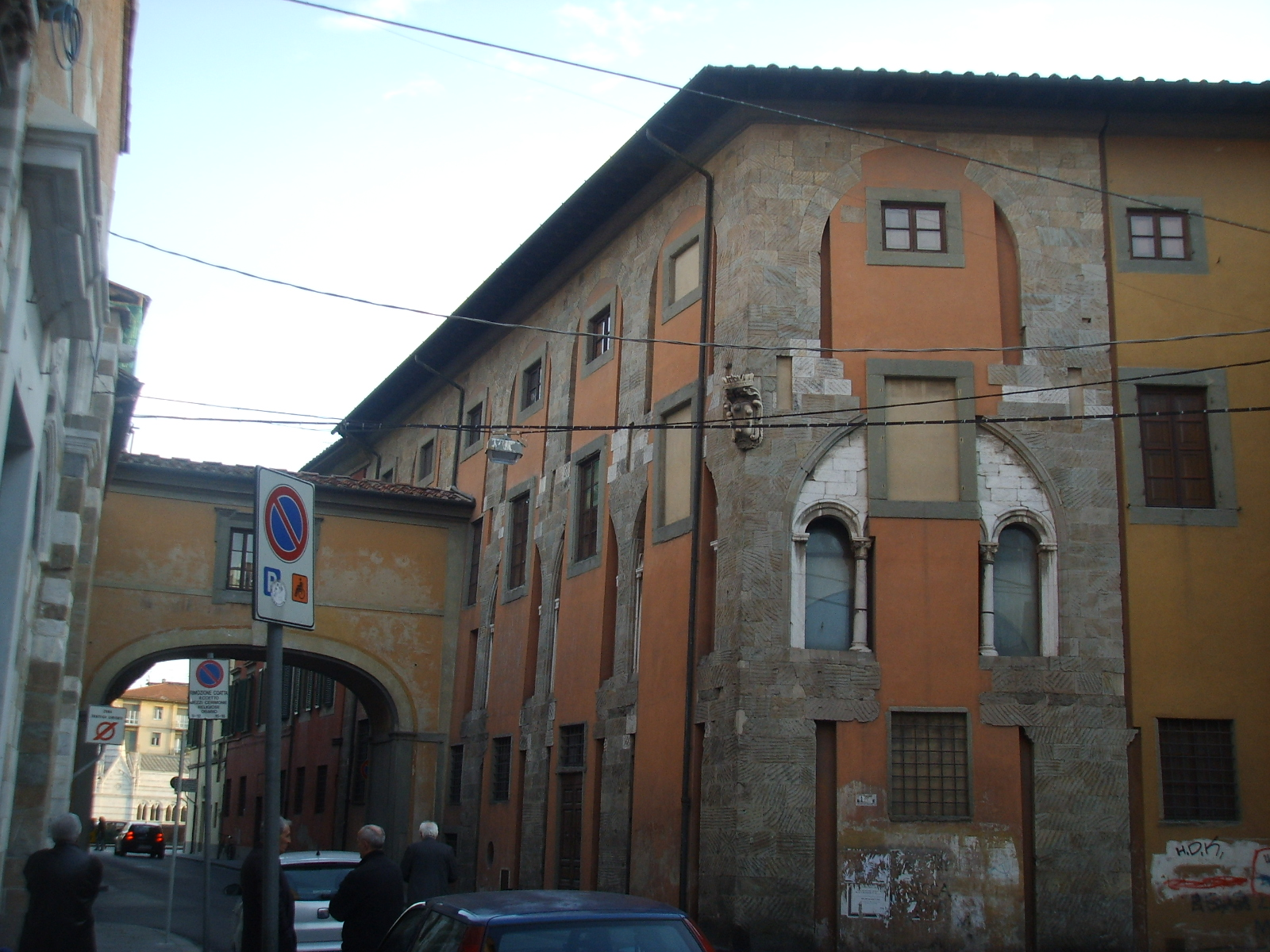
寡妇宫

寡妇宫（Palazzo delle Vedove）是意大利比萨的一座历史建筑，建于12–14世纪，此处在古罗马时曾是比萨的博奇家族的住宅。在外观仍可看出这座中世纪建筑的细节。包括一个大理石直棂窗，局部被矩形窗口覆盖。在侧面的一个曾经是一个门廊。
该建筑在16世纪翻修，随后用于美第奇家族的寡妇居住。两个有顶的通道连接Torre De Cantone以及圣尼各老堂，以便贵妇们不通过街道去参加弥撒。